# Науру (аеропорт)
Міжнародний аеропорт Науру (IATA: INU, ICAO: ANYN) — це єдиний аеропорт Республіки Науру. Діє пряме авіасполучення з кількома сусідніми державами. Усі пасажирські польоти виконує національний авіаперевізник Науру, Nauru Airlines.

## Історія
Злітно-посадкова смуга була побудована під час японської окупації Науру у Другій світовій війні з використанням примусової робочої сили, починаючи з січня 1943 року. Після закінчення війни було створено цивільний аеропорт.
Аеропорт знаходиться у окрузі Ярен, північніше багатьох державних будівель, зокрема, Парламента Науру, поліцейського відділку та середньої школи. У аеропорті знаходиться головний офіс авіакомпанії Nauru Airlines.
Також на території аеропорту знаходяться Управління цивільної авіації Науру, яке займається безпекою та операційним менеджментом аеропорту; Управління з питань імміграції, до повноважень якого належить пасажирський контроль.

## Авіакомпанії та напрямки
Міжнародний аеропорт Науру є головним хабом національного авіаперевізника — Nauru Airlines. Станом на початок 2020 року діяло пряме авіасполучення з Австралією, Маршалловими Островами, Фіджі та Кірибаті. Вантажні перевезення здійснює австралійська авіакомпанія Pacific Air Express.
| Авіакомпанія   | Пункт призначення                        |
| -------------- | ---------------------------------------- |
| Nauru Airlines | Брисбен, Маджуро, Нанді, Південна Тарава |

### Вантажні авіаперевезення
| Авіакомпанія        | Пункт призначення |
| ------------------- | ----------------- |
| Pacific Air Express | Брисбен           |